# Carlton Cuse
Carlton Cuse (født 22. marts 1959) er en amerikansk manuskriptforfatter og filmproducer.
Han blev indlemmet i arbejdet på Lost i 13. afsnit af første sæson. Han har skrevet størstedelen af sine afsnit i samarbejde med Damon Lindelof.
Cuse synes "The Constant" er et af Losts bedste afsnit, og at første sæson for ham var mest interessant at arbejde på.[kilde mangler]